# Измишљена традиција
Измишљене традиције су културне праксе које су представљене или перципиране као традиционалне, настале у далекој прошлости, али које су запрафво релативно новије и често чак и свесно измишљене од стране историјских личности. Концепт је истакнут у књизи The Invention of Tradition из 1983. године, коју су уредили Ерик Хобсбом и Теренс Ренџер. Хобсбаумов увод тврди да су многе „традиције“ које се „изгледају или тврде да су старе често прилично скорашњег порекла и понекад измишљене“. Овај „проналазак“ се разликује од „започињања“ или „покретања“ традиције која тада не тврди да је стара. Феномен је посебно јасан у савременом развоју нације и национализма, стварању националног идентитета који промовише национално јединство, и легитимизује одређене институције или културне праксе.

## Примена појма и парадокс
Концепт је примењен на културне феномене као што су „ мит о брдима“ (Highland myth) у Шкотској, традиције великих религија, неке корејске борилачке вештине као што су теквондо и неке јапанске борилачке вештине, као што је џудо. Утицао је на сродне концепте као што су замишљене заједнице Бенедикта Андерсона и ефекат пице.
Заиста, оштра разлика између „традиције“ и „модерности“ често је сама измишљена. Концепт је „веома релевантан за ту релативно скорију историјску иновацију, 'нацију', са повезаним феноменима: национализам, национална држава, национални симболи, историје и остало. Хобсбом и Ренџер примећују „чудан, али разумљив парадокс: модерне нације и све њихове сметње генерално тврде да су супротне од романа, наиме укорењене у најдаљој антици, и супротно конструисаним, наиме људским заједницама које су толико „природне” да не захтевају ништа. дефиниција осим самопотврђивања“. Концепт аутентичности је такође често упитан.

## Псеудо-фолклор
Псеудо-фолклор или фејклор је неаутентичан, произведен фолклор представљен као да је истински традиционалан. Термин се може односити на нове приче или измишљене песме, или на фолклор који је прерађен и модификован за савремени укус. Елемент лажног представљања је централни; уметници који се ослањају на традиционалне приче у свом раду не производе факелоре осим ако тврде да су њихове креације прави фолклор. Током последњих неколико деценија овај термин је генерално пао у немилост у проучавању фолклора јер ставља нагласак на порекло уместо на сталну праксу утврђивања аутентичности.
Термин фејклор сковао је 1950. амерички фолклориста Ричард М. Дорсон у свом чланку „Фолклоре и лажна знања“ објављеном у The American Mercury. Дорсонови примери укључују измишљеног каубоја Пекоса Била, који је представљен као народни херој америчког Запада, али га је заправо измислио писац Едвард С. О'Рајли 1923. године. Дорсон је такође сматрао фолк хероја Пола Банјана за измишљеног. Иако је Буњан настао као лик у традиционалним причама које су причали дрвосечи у региону Великих језера у Северној Америци, Вилијам Б. Лафхед (1882–1958), писац огласа који је ради за компанију Red River Lumber Company, измислио је многе приче о њему које су данас су познати. Према Дорсону, оглашивачи и популаризатори претворили су Банијана у „псеудо народног хероја масовне културе двадесетог века“ који је мало личио на оригинал.
Фолклоризам такође означава проналазак или адаптацију фолклора. За разлику од факелора, међутим, фолклоризам није нужно обмањујући; укључује сваку употребу традиције изван културног контекста у коме је настала. Појам су први пут употребили почетком 1960-их немачки научници, који су првенствено били заинтересовани за употребу фолклора у туристичкој индустрији. Међутим, професионална уметност заснована на фолклору, ТВ рекламе са ликовима из бајки, па чак и академске студије фолклора, све су то облици фолклоризма.

### Веза са фолклором
Термин фејклор често користе они који настоје да разоткрију или разоткрију модерне прераде фолклора, укључујући и самог Дорсона, који је говорио о „борби против фејкелора“. Дорсон се жалио да су популаризатори сентиментализовали фолклор, стереотипизујући људе који су га створили као чудне и хировите – док је права ствар често била „поновљива, неспретна, бесмислена и опсцена“.
Други су тврдили да професионално створена уметност и фолклор стално утичу једни на друге и да тај међусобни утицај треба проучавати, а не осуђивати. На пример, Џон Олсон, професор антропологије, известио је да је док је одрастао чуо приче o Полу Банјану које су настале као оглашавање дрвне компаније. Дорсон је видео утицај штампаних извора на усмено пренете приче Пола Банијана као облик унакрсне контаминације која је „безнадежно замутила знање“. За Олсона, међутим, „поента је у томе што сам ја лично био изложен Полу Банјану у жанру живе усмене традиције, не дрвосече (од којих је драгоцено мало преостало), већ садашњих људи у том подручју.
Одговарајући на аргумент својих противника да писци имају исту тврдњу као и изворни народни приповедачи, Дорсон пише да се разлика своди на разлику између традиционалне културе и масовне културе.

## Критика
Истичући да „инвенција подразумева склапање, допуњавање и преуређење културних пракси тако да се у ствари традиције могу сачувати, измислити и реконструисати“, Гај Бајнер је предложио да би тачнији термин био „поновно измишљање традиције“, што означава „креативни процес који укључује обнављање, реинтерпретацију и ревизију“.

## Примери америчког фејклора
Поред Пола Банијана и Пекоса Била, Дорсон је као лажне традиције идентификовао америчког народног хероја Џоа Магараца. Овај лик, фиктивни радник у челичани, први пут се појавио 1931. године у причи објављеној у Scribner's Magazine писца Овена Френсиса. Представљен је као буквално челични човек који је голим рукама правио шине од растопљеног метала; одбио је прилику да се ожени да би се посветио раду 24 сата дневно, толико је радио да је челичамна морала да престане са радом, и на крају, у очајању због присилне беспослице, истопио је самог себе у пећи како би побољшао квалитет челика. Френсис је рекао да је ову причу чуо од хрватских имигрантских радника челика у Питсбургу, Пенсилванија; казао је да су му рекли да је реч магарац комплимент, а затим су се смејали и разговарали једни с другима на свом језику, који он није говорио. Пошто није откривен ниједан траг о постојању прича о Џоу Магарацу пре 1931. године, Франсисови информанти су можда измислили тај лик као шалу на његов рачун.
Други амерички народни хероји који су названи факелором су Олд Стормалонг, Феболд Феболдсон, Биг Моуз, Тони Бивер, Бовлег Бил, Виски Џек, Анние Цхристмас, Цордвоод Пете, Антонине Барада и Кемп Морган. Маршал Фишвик описује ове углавном књижевне ликокве као имитације Пола Банијана. Поред тога, научник Мајкл И. Ниман описује Легенду о ратницима дуге – веровање да ће „ново племе“ наследити Индијанаце и спасити планету – као пример фејклора.

## Види
- Масовна обмана